# Amtsgericht Baunach
Das Amtsgericht Baunach war ein von 1879 bis 1932 bestehendes bayerisches Gericht der ordentlichen Gerichtsbarkeit mit Sitz in der Stadt Baunach.

## Geschichte
Anlässlich der Einführung des Gerichtsverfassungsgesetzes am 1. Oktober 1879 wurde ein Amtsgericht zu Baunach im 1689 erbauten fürstbischöflichen Amtsschloss ("Jagdschloss") eingerichtet, dessen Bezirk aus dem vorhergehenden Landgerichtsbezirk Baunach gebildet wurde und somit aus den damaligen Gemeinden Appendorf, Baunach, Breitbrunn, Daschendorf, Deusdorf, Dorgendorf, Gerach, Gleusdorf, Hermannsberg, Höfen, Kirchlauter, Laimbach, Lauter, Lußberg, Mürsbach, Neubrunn, Pettstadt, Priegendorf, Reckendorf, Reckenneusig, Rentweinsdorf, Rudendorf, Salmsdorf, Sendelbach und Treinfeld bestand. Übergeordnete Instanz war das Landgericht Bamberg.
Mit Wirkung vom 1. Januar 1932 wurde das Amtsgericht Baunach aufgehoben und dessen Bezirk mit dem Bezirk des Amtsgerichts Ebern vereinigt.